# Göte Magnusson
Sven Göte Ingmar Magnusson, född 19 juli 1929 i Öggestorps församling, Jönköpings län, död 27 oktober 2011 i Källby församling, Götene, Västra Götalands län, var en svensk diplomat.

## Biografi
Magnusson var son till Edvin Magnusson och Svea Larsson. Han tog juris kandidatexamen 1955 och var anställd i Försäkringsaktiebolaget Skandia 1955–1957. Magnusson tjänstgjorde vid UD 1957–1970, vid SIDA 1970–1978 och från 1978. Han var stationerad i Lissabon, Haag, Bogotá, Ankara och var ambassadör i Luanda 1978–1981. Magnusson var biståndsinspektör vid UD 1981–1983, ambassadör i Managua och San José 1984–1988, ambassadör i Haag 1988 och Reykjavik från 1992.
Han gifte sig 1956 med Maj-Britt Magnusson (född 1928).